# Aja I.
Aja (I.) (mit Thronnamen Meri-nefer-Re) war ein altägyptischer König (Pharao) der 13. Dynastie (Zweite Zwischenzeit), der um 1700 v. Chr. oder von etwa 1669 bis um 1656 v. Chr. regierte. Die genaue Aussprache des Namens ist unbekannt, möglich ist auch, dass der Eigenname dieses Königs „Eje“ ausgesprochen wurde; diese Namensform ist die übliche für einen ägyptischen König der 18. Dynastie mit gleicher hieroglyphischer Schreibweise, weswegen beide Könige durch entsprechende Ordnungszahlen unterschieden werden. Im deutschsprachigen Raum hat sich allerdings für den König der 13. Dynastie die Lesung „Aja“ etabliert, sodass eine Unterscheidung durch Ordnungszahlen (Aja I./Eje II.) nicht zwingend erforderlich ist.

## Belege
Aja war ein Herrscher der 13. Dynastie, der nach dem Turiner Königspapyrus 13 Jahre, 8 Monate und 28 Tage regiert haben soll. Der Herrscher ist von dem Pyramidion seiner Pyramide und einigen weniger bedeutenden Objekten wie zahlreichen Siegeln, Obsidian-Vasen und einem Torbruchstück in Karnak her bekannt. Er gilt als der letzte Herrscher der 13. Dynastie, da er im Norden und im Süden des Landes Denkmäler hinterließ. Nach ihm scheint das Land in mehrere Teile zerfallen zu sein und die eigentliche Zweite Zwischenzeit beginnt. Die geringe Anzahl seiner Denkmäler im Vergleich zu seiner Regierungszeit lässt eine krisenreiche Epoche vermuten. Es gibt kaum Privatdenkmäler, die sich in diese Zeit datieren lassen.
Die Königin Ineni mag seine Gemahlin gewesen sein.

## Die Pyramide des Aja I.

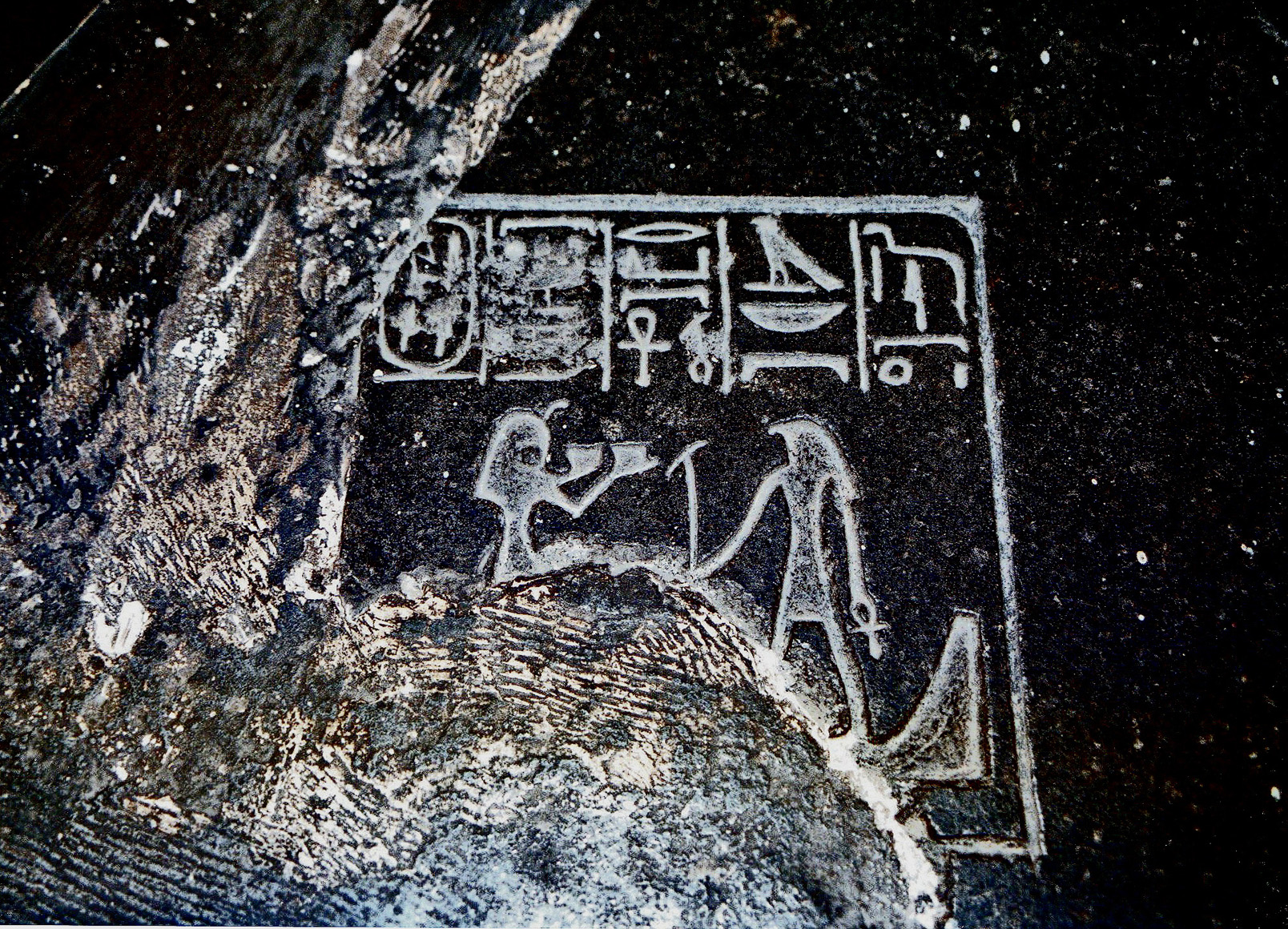
Darstellung auf dem Pyramidion des Aja

Nahe dem Ort Fâqûs im östlichen Nil-Delta wurde im Jahre 1911 ein Pyramidion entdeckt, das Aja I. zugeschrieben werden kann. Es ist 85 Zentimeter hoch, an der Grundseite 83 Zentimeter breit und besteht aus schwarzem Granit. Bisher konnte aber nahe dem Fundplatz keine Struktur entdeckt werden, die als Bauplatz einer Pyramide gedient haben könnte.